# Toninho (football, 1965)
Pour les articles homonymes, voir Antonio Silva, Benedito, Silva et Toninho.
Antônio Benedito da Silva, plus connu sous le nom de Toninho, est un joueur de football brésilien né le 23 mars 1965 à Campinas au Brésil. Il évoluait au poste d'attaquant.
Il est le frère aîné de Sonny Anderson, également footballeur.

## Biographie
Toninho reçoit une sélection en équipe du Brésil lors de l'année 1989. Il s'agit d'une rencontre disputée le 15 mars 1989 face à l'Équateur.
Il dispute 97 matchs en première division japonaise, inscrivant 54 buts. Il marque notamment 18 buts en 1991-1992 et 22 buts en 1994.

## Palmarès

### Club
- Championnat du Japon :
  - Vainqueur du championnat lors de la saison 1991-1992 avec le Yomiuri SC
  - Meilleur buteur du championnat lors de la saison 1991-1992 avec 18 buts en 22 matchs